# Мерт Гюнок
Фехмі Мерт Гюнок (тур. Fehmi Mert Günok, нар. 1 березня 1989, Карабюк) — турецький футболіст, воротар клубу «Бешикташ».
Виступав, зокрема, за клуби «Фенербахче» та «Істанбул ББ», а також національну збірну Туреччини.

## Клубна кар'єра
Народився 1 березня 1989 року в сім'ї діючого футболіста, на той час воротаря клубу «Кардемір Карабюкспор» Махіра Гюнока. Мерт розпочав займатись футболом в клубі «Коджаеліспор», а 2001 року потрапив до академії «Фенербахче», де виступав за молодіжні команди різних вікових груп аж до 2009 року, коли був переведений тренером в першу команду. Там Мерт став третім воротарем команди, після Волкана Демірела і Волкана Бабаджана. У товариських матчах в рамках підготовки до нового сезону Бабаджан пропустив 7 голів у двох матчах, і у поєдинку проти бельгійського «Генка» тренер дав шанс проявити себе Гюноку, який відстояв на нуль. 

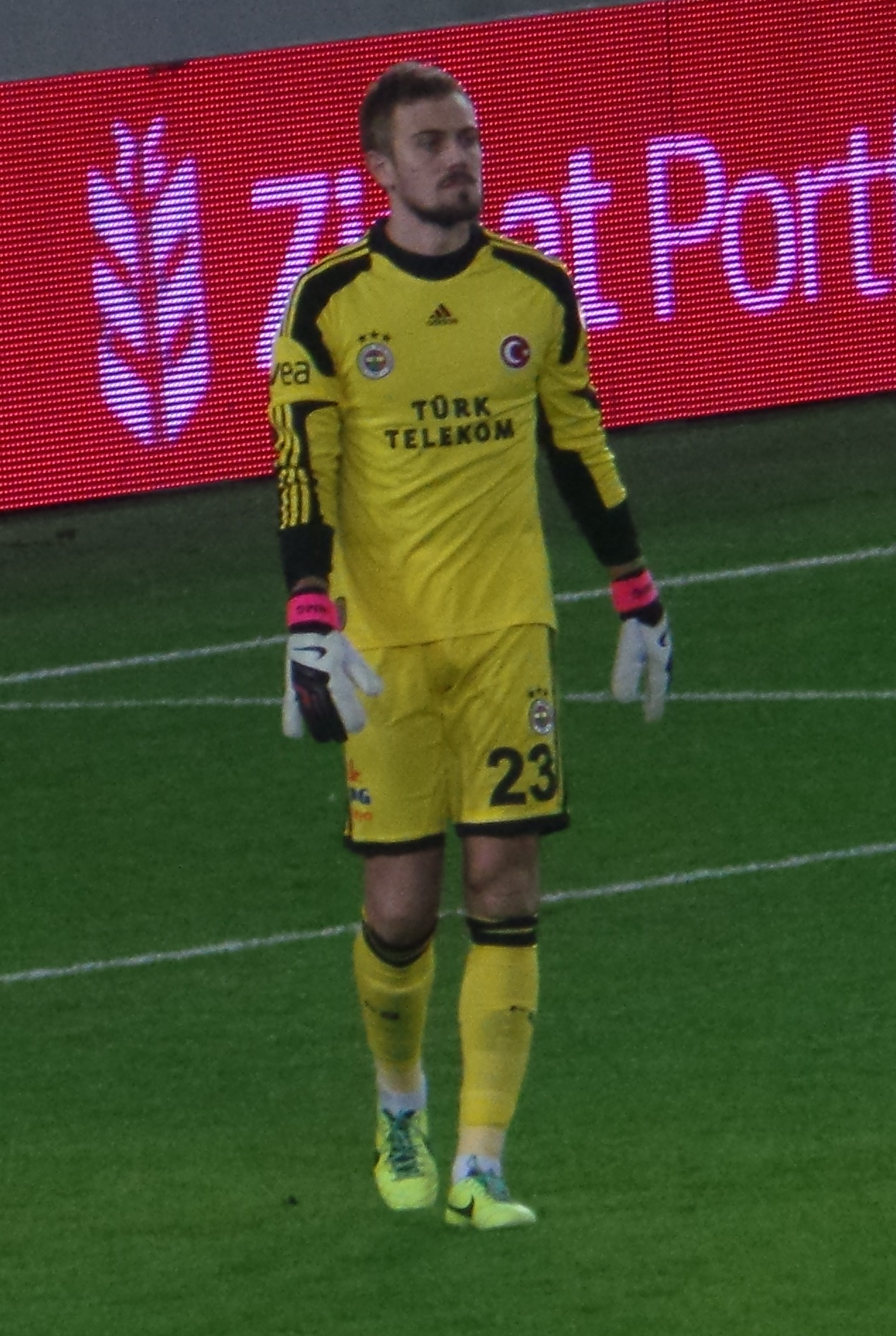
Мерт Гюнок під час виступів за «Фенербахче». 2013 рік.

Після того, як Волкан Бабаджан покинув команду у 2010 році, Гюнок став другим воротарем команди. 15 серпня 2010 року в матчі проти «Антальяспора» відбувся дебют Мерта в турецькій Суперлізі. У другому таймі він замінив травмованого Деміреля. У наступних двох матчах проти «Трабзонспора» і «Манісаспора» пропустив 5 м'ячів. За підсумками сезону Гюнок став чемпіоном Туреччини в складі «канарок».
У першому матчі сезону 2012/13, в грі за Суперкубок Туреччини проти принципових суперників з «Галатасарая», Демірел знову отримав травму і Гюнок зийшовши на заміну на початку першого тайму пропустив 3 м'ячі, через що його команда програла 2:3. 21 серпня 2012 року Мерт дебютував на міжнародній арені, в матчі кваліфікаційного раунду плей-оф Ліги чемпіонів УЄФА проти московського «Спартака», де пропустив два м'ячі, а «Фенербахче» зазнало поразки 1:2.
Надалі Гюнок так і залишався дублером Демірела і загалом за шість сезонів у клубі взяв участь лише у 25 матчах чемпіонату, там не менше став з командою дворазовим чемпіоном Туреччини, а також по два рази був володарем Кубка та Суперкубка Туреччини. Із закінченням контракту влітку 2015 року «Фенербахче» не запропонував Гюноку продовження контракту і воротар покинув рідний клуб після 16 років.
Наприкінці червня 2015 року Гюнок підписав трирічний контракт з іншим клубом Суперліги «Бурсаспором». У цьому клубі він теж не зумів стати основним воротарем, програвши конкуренцію Харуну Текіну, через що у другому сезоні не зіграв жодного матчу у чемпіонаті, виходячи лише у кубкових зустрічах. Через це по його завершенні влітку 2017 року перейшов у «Істанбул ББ».
У складі нового клубу Гюнок спочатку знову став дублером Волкана Бабаджана і у своєму першому сезоні в команді грав також лише у Кубку Туреччини та в Лізі Європи, але з сезону 2018/19 зумів витіснити Волкана з основи і стати основним голкіпером команди. Станом на 6 червня 2020 року відіграв за стамбульську команду 60 матчів в національному чемпіонаті.

## Виступи за збірні
2004 року дебютував у складі юнацької збірної Туреччини (U-16), після чого грав за усі юнацькі збірні до U-20 включно. Загалом на юнацькому рівні взяв участь у 31 іграх, пропустивши 5 голів.
Протягом 2009 року залучався до складу молодіжної збірної Туреччини, за яку зіграв у 3 офіційних матчах. Згодом у 2011–2012 роках грав і за другу збірну, в якій зіграв 2 матчі і пропустив 4 голи.
24 травня 2012 року дебютував в офіційних іграх у складі національної збірної Туреччини в товариському матчі проти збірної Грузії..

## Статистика виступів

### Статистика клубних виступів
| Сезон             | Команда           | Чемпіонат         | Чемпіонат | Чемпіонат | Національний кубок | Національний кубок | Національний кубок | Континентальні кубки | Континентальні кубки | Континентальні кубки | Інші змагання | Інші змагання | Інші змагання | Усього | Усього |
| Сезон             | Команда           | Ліга              | Ігор      | Голів     | Ліга               | Ігор               | Голів              | Ліга                 | Ігор                 | Голів                | Ліга          | Ігор          | Голів         | Ігор   | Голів  |
| ----------------- | ----------------- | ----------------- | --------- | --------- | ------------------ | ------------------ | ------------------ | -------------------- | -------------------- | -------------------- | ------------- | ------------- | ------------- | ------ | ------ |
| 2009–10           | «Фенербахче»      | СЛ                | 0         | 0         | КТ                 | 1                  | -4                 | ЛЄ                   | 0                    | 0                    | СКТ           | 0             | 0             | 1      | -4     |
| 2010–11           | «Фенербахче»      | СЛ                | 3         | -5        | КТ                 | 2                  | -3                 | ЛЧ+ЛЄ                | 0                    | 0                    | -             | -             | -             | 5      | -8     |
| 2011–12           | «Фенербахче»      | СЛ                | 2         | -1        | КТ                 | 4                  | -3                 | -                    | -                    | -                    | -             | -             | -             | 6      | -4     |
| 2012–13           | «Фенербахче»      | СЛ                | 6         | -7        | КТ                 | 4                  | -2                 | ЛЧ+ЛЄ                | 2+1                  | -3 + -3              | СКТ           | 1             | -3            | 14     | -18    |
| 2013–14           | «Фенербахче»      | СЛ                | 4         | -6        | КТ                 | 1                  | -2                 | ЛЧ                   | 0                    | 0                    | СКТ           | 1             | -1            | 6      | -9     |
| 2014–15           | «Фенербахче»      | СЛ                | 8         | -8        | КТ                 | 8                  | -8                 | -                    | -                    | -                    | СКТ           | 0             | 0             | 16     | -16    |
| Усього за кар'єру | Усього за кар'єру | Усього за кар'єру | 23        | -27       |                    | 20                 | -22                |                      | 3                    | -6                   |               | 2             | -4            | 48     | -59    |

## Титули і досягнення
- Чемпіон Туреччини (3):

«Фенербахче»: 2010–11, 2013–14
«Істанбул Башакшехір»: 2019-20
- Володар Кубка Туреччини (3):

«Фенербахче»: 2011–12, 2012–13
«Бешикташ»: 2023–24
- Володар Суперкубка Туреччини (4):

«Фенербахче»: 2009, 2014
«Бешикташ»: 2021, 2024